# Рясна II
Рясна́ ІІ (Рясна-2) — залізнична станція Львівської дирекції Львівської залізниці на лінії Рясна — Рудне між станціями Клепарів (5 км) та Рудне (3 км). Розташована на північній околиці міста Львів Львівської міської ради Львівської області.

## Історія
У 1895 році через село Рясна Польська прокладена залізнична гілка, яка сполучила Львів із містечком Янів (нині — селище Івано-Франкове). У 1972 році була прокладена обхідна електрифікована гілка від станції Кам'янобрід, завдяки якій скоротився час подорожі, проте Янівська гілка почала після того занепадати.
Станом на початок 2018 року станція скоротила діяльність до мінімуму. На ній залишилось лише дві робочі колії, на якими вивозили вантажі прилеглі підприємства, а також обхідна колія. Станція є стикувальною — із заходу підходить колія з постійним струмом (=3 кВ) від станції Рудне у напрямку лінії Львів — Мостиська II, зі східної сторони — підхід змінного струму (~25 кВ) від сортувальної станції Клепарів.
Станція Рясне ІІ, що в межах Львова, завдяки сусідству з новозбудованими підприємствами може збільшити свою потужність. У найближчому майбутньому планується розробити кошторис майбутніх робіт. На станції передбачається відновити колійний розвиток і розширити її можливості щодо прибирання та подання вантажів для підприємств. Очікується, що разом із колійним розвитком на станції відновлять пристрої СЦБ й контактну мережу та покращить зовнішнє освітлення.

## Пасажирське сполучення
До 1995 року курсував приміський електропоїзд сполученням Львів — Рудне, який здійснював два рейси ввечері о 17:04 та 21:00 з проміжними зупинками Депо-Схід — Клепарів — Батарівка (залізничний парк) — Рясна І — Конвеєр — Рясна ІІ — Білогорща та у зворотному напрямку о 18:00 та 21:53 з тими ж проміжними та кінцевою зупинкою на станції Клепарів. Загальний час у дорозі становив 46 хвилин у напрямку Рудне та 35 хвилин — до Клепарова.
Оскільки станція Рясна ІІ розташовувалась поруч із однойменною промисловою зоною, то на ній був досить інтенсивний рух електропоїздів. 
Станом на 1995 рік електропоїзди зі Львова на Рясну прямували за таким графіком: 06:25, 07:35, 08:16, 15:20, 17:04, 19:32, 21:00; з Рясного на Львів: 07:14, 08:15, 09:00, 16:19, 18:14, 20:17, 22:07
.
Наразі на станції зупиняються приміські поїзди сполучення Львів Рава-Руська (1 пара).